# Alleine zu zweit
«Alleine zu zweit» (с нем. — «одиночество вдвоём») — четвёртый сингл швейцарской готик-метал-группы Lacrimosa, был издан 6 апреля 1999 года на лейбле Hall of Sermon и содержит четыре трека. Сингл вышел в преддверии альбома Elodia. «Alleine zu zweit (Torris Vita)» — оркестровая версия оригинальной композиции. Сингл содержит ремикс группы Samael на композицию Lacrimosa «Copycat» из альбома Inferno. В записи сингла принял участие Лондонский симфонический оркестр. В России релиз «Alleine Zu Zweit» выпускается лейблом Irond по лицензии Hall of Sermon только в двухдисковом издании «Elodia/Alleine zu zweit».

## Запись
Все композиции записаны и смикшированы Готтфридом Кохом и Яном Пирре Генкелем в Гамбургской студии Импульс, за исключением записей Лондонского симфонического оркестра, сведённых Питером Коббином в студии Эбби Роуд.

## Список композиций
Тексты песен и музыка для всех песен написаны Тило Вольффом. В создании ремикса «Copycat» принял участие музыкант Кси из группы Samael.
| №                   | Название                         | Длительность |
| ------------------- | -------------------------------- | ------------ |
| 1.                  | «Alleine zu zweit»               | 4:14         |
| 2.                  | «Alleine zu zweit» (Torris Vita) | 3:08         |
| 3.                  | «Meine Welt»                     | 4:24         |
| 4.                  | «Copycat» (Remixed by Samael)    | 4:29         |
| Общая длительность: | Общая длительность:              | 16:15        |

## Участники
В работе над альбомом приняли участие:
- Тило Вольфф (нем. Tilo Wolff) — автор текстов, композитор, вокал, фортепиано
- Анне Нурми (нем. Anne Nurmi) — вокал, клавишные
- ЭйСи (нем. AC) — ударные
- Джэй Пи. (нем. Jay P.) — гитара, бас
- Саша Гербиг (нем. Sascha Gerbig) — гитара
- Й. «Пизель» Кюстнер (нем. J. «Piesel» Küstner) — гитара
- Готтфрид Кох (нем. Gottfried Koch) — гитара, технический координатор, музыкальный консультант
- Кси (нем. Xy) — автор ремикса «Copycat»
- Лондонский симфонический оркестр (англ. London Symphony Orchestra)[8]
  - Дэвид Снелл (нем. David Snell) — дирижёр
  - Гордон Николич (нем. Gordon Nikolitch) — концертмейстер

## Обложка
Над оформлением работали:
- Тило Вольфф — идея оформления
- Роджер Аманн (нем. Roger Amann) — художник-оформитель

## Позиции в чартах
| Страна   | Высшая позиция | Недель в чарте | Источник |
| -------- | -------------- | -------------- | -------- |
| Германия | 52             | 6              | [ 9 ]    |